# Сегалович Лев Маркович
Лев Ма́ркович (Мордухович) Сегало́вич (25 вересня 1916 — 27 березня 2001) — радянський боксер-любитель, згодом — тренер з боксу. Шестиразовий чемпіон СРСР, шестиразовий чемпіон України. Заслужений майстер спорту СРСР (1949), заслужений тренер СРСР (1972).

## Життєпис
Народився в місті Херсон у багатодітній єврейській родині.
1923 року у пошуках кращого життя разом з родиною переїхав до Харкова. Ще навчаючись у школі, почав активно займатися спортом: волейболом, футболом, гімнастикою, боксом.
Після закінчення робітфаку вступив до Харківського хіміко-технологічного інституту, де закінчив 1 курс. Запрошений до Харківського державного інституту фізичної культури, який закінчив у 1938 році. Працював викладачем фізичного виховання у Харківському інженерно-будівельному інституті.
На чемпіонаті України з боксу 1936 року в Одесі виборов першу золоту медаль. У 1938 році виграв першість спортивних товариств профспілок СРСР і посів третє місце в чемпіонаті СРСР. У 1940 році вперше став чемпіоном СРСР. Також протягом 1936—1941 років вигравав першість України.
З червня 1941 року — у РСЧА. Проходив службу в евакошпиталі, потім — інструктор з лижної і фізичної підготовки, командир взводу навчального батальйону. У 1945 році закінчив Курси удосконалення офіцерського складу з фізичної освіти.
Протягом п'яти років поспіль, з 1944 по 1948, ставав чемпіоном СРСР, у 1949—1950 роках — фіналіст чемпіонатів СРСР. Переможець 1-го Всеслов'янського турніру в Празі (1946).
З 1951 року — на тренерській роботі. Серед його учнів, зокрема, олімпійський чемпіон В'ячеслав Лемешев.
Мешкав у Москві, де й помер. Похований на Ваганьковському кладовищі.